# 侯居坤
侯居坤（1538年—？），字伯生，號至軒，山西平陽府解州人，民籍，明朝政治人物。

## 生平
山西鄉試第四十七名舉人。嘉靖四十四年（1565年）中式乙丑科三甲第一百二十名進士。户部观政，本年八月授保定府推官，隆慶二年（1568年）六月行取，九月升兵部主事，五年正月升员外，三月升陕西佥事，万历二年（1574年）八月升陕西行太仆寺少卿兼佥事，五年正月考察调用。

## 家族
曾祖侯俊，縣丞；祖父侯相，主簿；父侯畛，州判官、封知县。母閻氏，累赠宜人；繼母趙氏。兄侯居艮（同科进士）、侯居震（知县）、弟侯居敬（庠生）。